# 37°2 le matin
37°2 le matin és una pel·lícula francesa dirigida per Jean-Jacques Beineix i estrenada el 1986, basada en la novel·la del mateix títol de Philippe Djian publicada l'any anterior. El títol prové de la temperatura normal d'una dona embarassada quan es desperta. Fou comercialitzada internacionalment com a Betty Blue.

## Argument
A Grussan a la platja dels xalets, Zorg, de 34 anys, és un home per tot, encarregat de la reparació i el manteniment d'un grup de cases petites, enmig del no-res. Viu en un bungalow sobre xanques, i coneix la Betty, una jove bonica, impulsiva i incontrolable, amb qui viu una història d'amor sensual i apassionada.
La Betty es cansa ràpidament de la seva vida petita i estreta. Ella descobreix una capsa plena de quaderns ennegrits de Zorg, i s'adona que aquest últim havia escrit novel·les en el seu temps lliure. Considerant-lo un escriptor amb talent, l'empeny a escriure de nou i vol que es publiqui. Després d'una discussió amb el cap de Zorg, la Betty crema la casa i els dos amants marxen a viure el seu amor lliure i despreocupat a la regió de París. Es queden amb la Lisa, l'amiga de la Betty, a qui ella anomena la seva "germana" i la seva parella Eddy, propietaris d'una pizzeria. Zorg i Betty hi treballen. Zorg amaga les cartes de resposta negativa rebudes d'editors.
La mare d'Eddy mor. Hereta la seva casa a Maruèjols (a Losera) i la botiga de pianos. Zorg i Betty van a viure-hi. Zorg lliura els pianos. Alegrement, la Betty anuncia a Zorg que està embarassada, amb una prova positiva per demostrar-ho. Més tard, una carta postal revela que després de l'anàlisi, Betty no està embarassada. Aleshores cau a poc a poc en la bogeria. Un dia, es troba a l'hospital d'urgència després d'haver-se arrencat l'ull. Un editor telefona a Zorg i li diu que li ha enviat un contracte per signar per publicar la seva obra i els seus futurs escrits. Zorg va a l'hospital per donar-li a Betty la bona notícia. Es revolta quan veu que està estirada al seu llit, mantinguda en estat vegetatiu i lligada. Aleshores, Zorg decideix posar fi al seu amor proper però destructiu i al calvari de la Betty. Després de travestir-se, irromp a l'hospital i asfixia la Betty amb un coixí. Després d'un període d'abandonament, torna a escriure, fent realitat el desig de Betty.

## Repartiment
- Jean-Hugues Anglade : Zorg
- Béatrice Dalle : Betty
- Gérard Darmon : Eddy
- Consuelo de Haviland : Lisa
- Clémentine Célarié : Annie
- Jacques Mathou : Bob
- Claude Aufaure : el metge
- Dominique Besnehard : el client de la pizzeria
- Vincent Lindon : Richard el jove policia
- Raoul Billerey : el vell polocia
- Claude Confortès : el propietari dels bungalows
- André Julien : el vell Georges
- Philippe Laudenbach : l'editor
- Franck-Olivier Bonnet : un empleat de l'empresa de vigilància
- Bernadette Palas: la mare del nen petit segrestat per Betty
- Nathalie Dalyan : Maria
- Louis Bellanti : Mario
- Nicolas Jalowyi : el petit Nicolas
- Eugène Berthier : l'escombriaires
- Jacky Galibert : l'infermer
- Frédéric Caratini : Archie
- Léonie Berthuit : a vella difunta (la mare d'Eddy)
- Catherine D'At: la clienta de la pizzeria
- Raymond Julien: oncle d'Eddy

Actors les escenes dels quals es van tallar durant l'edició a la versió inicial i després es van restablir a la versió ampliada:
- Simon de La Brosse: el jove porter robat
- Dominique Pinon: el distribuïdor
- Jean-Pierre Bisson: el comissari
- Jessica Forde
- Rabah Loucif: el venedor de verdures de la primera sortida al poble de Zorg i Betty
- Fabien Behar : el representant d'olives a la pizzeria d'Eddy

## Producció

### Elecció dels intèrprets
Jean-Jacques Beineix va dir que va escriure la pel·lícula tenint en compte Gérard Lanvin i Valérie Kaprisky per als papers principals. Anne-Marie Berri va suggerir Isabelle Adjani, però el director va preferir buscar una dona desconeguda, més adequada al paper al seu parer.

### Rodatge

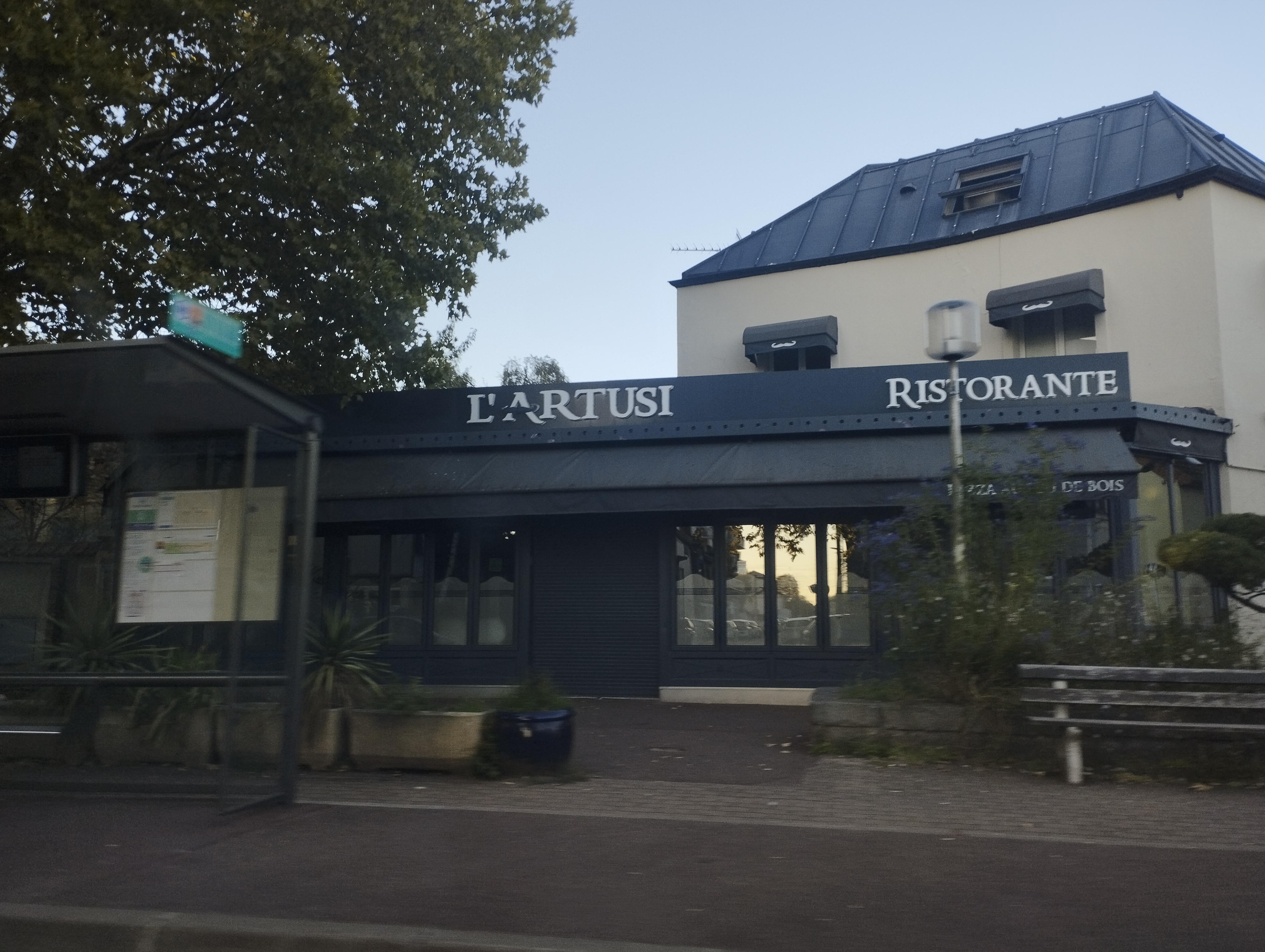
Le restaurant L'Artusi.

El rodatge va tenir lloc durant l'estiu de 1985.
Llocs de rodatge de la versió llarga:
- Grussan (Aude) : escenes dels bungalows. Aquests es troben a la platja dels xalets.[5]
- Nogent-sur-Marne (Val-de-Marne) : escenes durant l'estada de Zorg i Betty a casa de Lisa (Boulevard de la Marne).
- Saint-Maur-des-Fossés (Val-de-Marne) : escenes al restaurant L'Artusi.
- Maruèjols (Losera) : ciutat comercial de pianos on s'allotgen Zorg i Betty. La botiga, que estava situada al 4 lloc Henri Cordesse, ara està ocupada per un banc.
- Narbona (Aude): inclou les escenes buscant Betty i el nen petit, i la botiga de joguines, Place de l'Hôtel de Ville, davant del Palau dels Arquebisbes de Narbona.
- L'estació de metro que agafen Zorg i Betty quan arriben a París és l'estació "Roma" del Boulevard des Batignolles, es veu al lluny el Sacré-Cœur i a l'esquerra el temple reformat de Batignolles que encara existeix.

## Banda sonora original
La música original composta per Gabriel Yared per a la pel·lícula a petició de Beineix és el primer gran èxit del compositor.

## Llançament
37°2 le matin és el major èxit de Jean-Jacques Beineix, després d'haver superat els 3,6 milions d'espectadors el 1986. Va rebre crítiques majoritàriament positives de la crítica. La pel·lícula té una puntuació del 78% a Rotten Tomatoes basada en 27 ressenyes, i una valoració mitjana de 6,6/10. Metacritic va assignar a la pel·lícula una puntuació mitjana ponderada de 56 sobre 100, basada en 15 crítics, indicant "crítiques mixtes o mitjanes".

## Distincions
- Festival Internacional de Cinema de Montreal 1986 : Grand Prix des Amériques i premi a la pel·lícula més popular del festival
- Césars 1987 : millor cartell per Christian Blondel
- Premi 1987 de la Boston Society of Film Critics : millor pel·lícula en llengua estrangera
- Festival Internacional de Cinema de Seattle 1992 : premi Golden Space Needle al millor director ((també atorgat a IP5)

### Nominacions
- Césars 1987: millor pel·lícula, millor director, millor actor, millor actriu, millor actor de repartiment, millor actriu de repartiment, millor música, millor muntatge
- Premis Oscar de 1987: Millor pel·lícula estrangera
- BAFTA 1987: millor pel·lícula en llengua estrangera
- Globus d'Or 1987: millor pel·lícula en llengua estrangera